# Nicolae Ciucă
Nicolae Ionel Ciucă (n. 7 februarie 1967, Plenița, Oltenia, România) este un general român în rezervă și politician. Între 25 noiembrie 2021 și 12 iunie 2023, Nicolae Ciucă a îndeplinit funcția de prim-ministru al României (în cadrul Guvernului Nicolae Ciucă). De asemenea, a ocupat funcția de ministru al Apărării Naționale în cadrul guvernelor conduse de Ludovic Orban și Florin Cîțu.
Guvernarea sa a fost acuzată de autoritarism și iliberalism, precum și de limitarea libertății presei. Unii analiști internaționali au apreciat că sub Guvernul Ciucă, România a înregistrat o regresie democratică severă, The Economist plasând România ca cea mai nedemocratică țară din Uniunea Europeană, inclusiv sub Ungaria lui Viktor Orbán. Tot în timpul guvernării Ciucă, indicele libertății presei a scăzut de la 75.09 în 2021 la 69.04 în 2023.

## Biografie
Nicolae Ionel Ciucă s-a născut pe 7 februarie 1967 în localitate Plenița, județul Dolj. În anul 1985, acesta promovează ciclul liceal la Liceul Militar „Tudor Vladimirescu” din Craiova, trei ani mai târziu, absolvind Școala Militară de Ofițeri Activi „Nicolae Bălcescu” din Sibiu. 
În 1995, promovează cursurile Academiei de Înalte Studii Militare, în Facultatea Interarme, cu Specialitatea Arme Întrunite din București. În perioada 1990-2000, Ciucă urmează diverse cursuri de perfecționare, iar în 2003, devine doctor în științe militare cu teza Dimensiunea angajării Armatei României în operații întrunite multinaționale, în cadrul Universității Naționale de Apărare „Carol I”. 
De asemenea, în 2006, își continuă studiile în materie militară prin absolvirea unui masterat în Studii Strategice în cadrul Colegiului de Război al Forțelor Terestre din SUA.
Cu toate acestea, pe 18 ianuarie 2022 jurnalista Emilia Șercan a publicat un material în care arăta că părți semnificative din teza de doctorat a lui Nicolae Ciucă sunt plagiate.

## Activitate politică
Nicolae Ciucă a declarat, în 28 octombrie 2024, că a fost membru al Partidului Comunist Român din 1986 până în 1989, ca obligație a tuturor ofițerilor militari în respectiva perioadă.
Partidul Național Liberal (PNL) l-a propus pe Ciucă drept ministru al Apărării Naționale în cadrul primului Guvern Orban.  A fost transferat în rezervă la 28 octombrie 2019, fiind succedat în funcția de șef al Statului Major Român de Daniel Petrescu. A devenit, până la urmă, ministrul Apărării pe 4 noiembrie 2019.
În octombrie 2020, s-a alăturat PNL pentru a candida ca senator în Senatul României la alegerile legislative din acel an, în cadrul cărora a și fost ales.
La sfârșitul anului 2020, în urma alegerilor parlamentare din 6 decembrie, numele său a fost vehiculat de către presa din România ca posibilă propunere pentru funcția de prim-ministru. În cele din urmă, pe 22 decembrie 2020, Klaus Iohannis îl propune pe Florin Cîțu pentru această funcție. Începând cu data de 4 noiembrie 2019, Ciucă și-a exercitat funcția de Ministru al Apărării Naționale în cadrul Guvernului României.
La 7 decembrie 2020, în urma demisiei premierului Ludovic Orban, acesta a fost numit prim-ministru interimar de către președintele Iohannis. El a condus guvernul, ca prim-ministru interimar, până la formarea unuia nou, de coaliție, sub conducerea lui Florin Cîțu, în 23 decembrie, ca urmare a rezultatului alegerilor legislative din 2020.
Cu toate acestea, după ce Cabinetul Cîțu a fost dizolvat printr-o moțiune de cenzură la 5 octombrie 2021, Iohannis l-a nominalizat din nou pe Ciucă ca prim-ministru, la 21 octombrie 2021.
În timp ce Uniunea Democrată Maghiară din România (UDMR) a acceptat rapid să reînnoiască un guvern minoritar cu PNL, Partidul Social Democrat (PSD) s-a oferit să-l sprijine temporar pe perioada pandemiei de COVID-19 în schimbul acceptării a 10 măsuri.
În 21 octombrie 2021 a fost propus de președintele Klaus Iohannis pentru funcția de prim-ministru al României.. Și-a prezentat guvernul pe 29 octombrie, dar, nereușind să câștige sprijinul PSD sau al Uniunii Salvați România (USR), a renunțat la formarea guvernului pe 1 noiembrie. El a fost nominalizat din nou ca prim-ministru pe 22 noiembrie 2021 și a fost în cele din urmă confirmat de Parlament la 25 noiembrie, după ce a primit 318 voturi în favoarea sa.
După ce Florin Cîțu și-a dat demisia din funcția de președinte al PNL pe 2 aprilie 2022, eveniment urmat de o conducere interimară de 8 zile a lui Gheorghe Flutur, Ciucă a fost ales noul lider al partidului. Este al treilea politician consecutiv din 2019 care a ocupat în același timp atât funcția de prim-ministru, cât și de președinte al PNL, primii doi fiind Orban și Cîțu.
Pe 26 august 2022, Ciucă a semnat primele contracte de finanțare ale așa-numitului program de investiții Anghel Saligny, proiect al cărui scop este dezvoltarea localităților pentru bunăstarea civililor români, creată oficial ca urmare a crizei politice românești din 2021. De la învestirea Cabinetului Coaliției Naționale pentru România (CNR), condus de Ciucă și, mai târziu, de Marcel Ciolacu, România a cunoscut o schimbare către autoritarism și iliberalism.    
La 12 iunie 2023, conform protocolului CNR, Ciucă a demisionat, fiind înlocuit de Marcel Ciolacu. A devenit președinte al Senatului României la 13 iunie 2023.

### Opinii și poziții politice
Fiind adept al conservatorismului social, Ciucă se opune legalizării căsătoriilor intre persoanele de același sex, dar și parteneriatului civil.
Acesta este, prin prisma apartenenței și poziției de conducere din cadrul PNL, un politician cu viziuni economice liberale, de pe spectrul dreptei politice. Nicolae Ciucă este pro-american, europenist și atlantist.

## Activitate profesională
În 1988 își începe cariera militară în calitate de comandant de pluton lansare la Regimentul 26 Mecanizat „Rovine", iar între 1989 și 2001 ocupă anumite funcții de ofițer în cadrul Batalionului 121 de Cercetare, al Brigăzii 2 Mecanizată „Rovine” și al Batalionului 26 de Infanterie „Neagoe Basarab" din Craiova. Începând cu februarie 2001, a devenit comandant al Batalionului 26 de Infanterie „Neagoe Basarab", participând la misiunea militară Enduring Freedom din Afganistan (între 2002-2003) și la misiunea Ancient Babylon din Irak (în anul 2004). Între 1 ianuarie 2015 și 29 octombrie 2019 a ocupat funcția de Șef al Statului Major al Apărării, înlocuindu-l pe generalul Ștefan Dănilă, care deținuse funcția în perioada 28 decembrie 2010 – 1 ianuarie 2015.
În data de 28 octombrie 2019 a fost trecut în rezervă de către Klaus Iohannis, președintele României.

## Controverse

### Plagiat
Nicolae Ciucă a fost acuzat că și-a plagiat teza de doctorat de către organizația independentă de știri PressOne. În urma unei investigații de un an și jumătate, organizația a reușit să transcrie și să digitalizeze teza sa, Dimensiunea angajării armatei române în operațiuni comune multinaționale, constatând că mai multe pagini ale lucrării sale au fost copiate, cuvânt cu cuvânt, din alte lucrări fără ca textele să fie corect atribuite autorilor originali, fiind de asemenea lipsite de ghilimelele necesare, conform normelor academice.
În timpul anchetei, jurnalista Emilia Șercan a descoperit că cel puțin 42 din cele 138 de pagini ale tezei de doctorat au fost plagiate și că 94,2% din conținutul plagiat din teza premierului Nicolae Ciucă provine din lucrări nedigitizate, care nu au putut fi depistate folosind software anti-plagiat. Nicolae Ciucă a negat acuzațiile, afirmând că acestea „nu pot fi dovedite științific”. Totuși, a solicitat analizarea tezei sale de către Comisia de Etică a Universității Naționale de Apărare. Analiza nu a putut fi dusă la sfârșit din cauza faptului că Ciucă, în paralel, a obținut în instanță suspendarea analizei lucrării. 
În urma investigației sale, jurnalista a fost supusă unei acțiuni de compromat din partea guvernului.

### Legile Securității Naționale
vezi și: Draft-urile Legilor Securității Naționale
În iunie 2022, un avertizor de integritate a scurs informații în presă despre probabila imixtiune a Serviciului Român de Informații (SRI) în elaborarea unui pachet de legi controversate, care avea ca scop declarat reformarea și modernizarea legilor securității naționale, dar care ar fi afectat transparența organismelor statului și calitatea democrației din România. Legislația din România interzice implicarea oricărei instituții sau autorități a statului în procesul inițiativei legislative, înafara Parlamentului, Guvernului, sau cetățenilor. În anii precedenți scandalului, Liviu Dragnea, controversatul fost lider al PSD, a fost printre singurii oameni politici cu vizibilitate care au mai înaintat ideea modernizării Legilor. Până în prezent, încă nu se cunoaște persoana sau grupul care a elaborat draft-urile acestora.
Una dintre îngrijorările principale ale presei independente din acea perioadă a fost, de asemenea, atitudinea ostilă a președintelui Iohannis față de publicarea informațiilor, acesta declarând: ”Cineva, și știm cine, a considerat că este bine acum să le dea [draft-urile] pe surse.” Astfel, s-a stârnit și controversa despre eficiența foarte scăzută a protejării identității avertizorilor de identitate.
Controversele au apărut în special în jurul articolelor de lege care menționau obligativitatea acordării de sprijin SRI, din partea persoanelor fizice și juridice dar și a autorităților publice, pentru buna derulare a operațiunilor sale. Pe lângă aceasta, se stipula anchetarea personalului SRI de un număr limitat de procurori, perchezițiile din sediul instituției făcându-se doar cu acordul președintelui și cu informarea în prealabil a directorului Serviciului. Din procedura acestuia de demitere ar fi fost exclus Parlamentul. De asemenea, SRI ar fi devenit autoritate națională în domeniul interceptării comunicațiilor, primind și dreptul de a-și crea și administra propriile firme și propria societate civilă, ferite de publicul larg și cu beneficii în ceea ce privește controlul fiscal. Președintele ar fi urmat să primească puteri sporite.
Nicolae Ciucă și-a anunțat, la puțin timp după publicarea acestora, susținerea și asumarea întregii responsabilități pentru intrarea legilor respective în vigoare.

### ION
În martie 2023, Ciucă a prezentat un asistent de inteligență artificială (AI), un consilier onorific cunoscut sub numele de ION, care își propune să scaneze rețelele de socializare pentru a informa guvernul despre dorințele și opiniile poporului român.
În urma introducerii, Nicu Sebe, coordonatorul echipei de cercetare din spatele ION, a dezvăluit că evenimentul a fost pus în scenă cu un AI care nu era capabil să genereze răspunsuri;  în schimb, a existat un operator uman responsabil pentru selectarea unor răspunsuri pregătite în prealabil la întrebările anticipate. Pe lângă aceasta, s-a dezvăluit că din cele 500.000 de mesaje primite de ION, doar cele pozitive au fost publicate, restul fiind filtrate.

## Premii și distincții
- Ordinul Național „Steaua României” în Grad de Mare Ofițer
- Ordinul Național „Pentru Merit” în Gradele de Cavaler, Ofițer și Comandant
- Medalia ONU pentru misiunea UNAVEM III

- Ordinul Național de Merit, Franța[65]
- Legiunea de Merit, SUA[66]

## Viață personală
Nicolae Ciucă este căsătorit și are un copil.